# Plèbe
 (avril 2014).
La plèbe (du latin plebs, plebis) est une partie du peuple (populus) romain, c'est-à-dire les citoyens romains, distincts des esclaves. La plèbe — les plébéiens — se définit par opposition aux patriciens. 
Dans le langage courant moderne, la plèbe désigne le peuple par opposition aux élites de pouvoir.

## Historique
Tout au long de la période romaine, la plèbe a revêtu une connotation négative. Elle réunissait ceux qui non gentes habent, qui n'appartenaient pas au monde des gentes, autrement dit qui se distinguaient des membres du patriciat. Les origines de la plèbe font, encore aujourd'hui, l'objet de nombreux débats. Certains historiens considèrent que les plébéiens descendent de familles installées à Rome après les patriciens, ou encore qu'ils appartiendraient à des peuples vaincus transplantés partiellement dans l'Urbs. La plèbe est donc composée de la multitude des citoyens, mais cela n'exclut pas la formation d'une élite, à laquelle s'apparentent de riches notables.

### Naissance
Selon la tradition rapportée par Tite-Live, la plèbe naît de la sécession de 494 av. J.-C., lorsqu’une partie du corps civique quitte la ville de Rome, alors que la convocation par les consuls était imminente pour faire face à une guerre étrangère, et refuse de revenir malgré les sommations des patriciens. Il est donc question d'un refus, celui de certains individus - qui composent la majorité de l'armée - de participer au devoir le plus élémentaire du citoyen romain, à savoir la défense de la Ville.
Cette sécession est probablement liée à une crise économique, l’historien romain Tite-Live invoquant l’esclavage pour dettes de nombreux citoyens pauvres. C’est d’ailleurs une situation similaire qui a provoqué les réformes de Solon en Grèce. On peut aussi évoquer une déception politique. En effet, depuis l’établissement de la République, l’exemple de la démocratie athénienne (réforme de Clisthène) était connu, et avait suscité des espoirs déçus par la mise en place d'une république oligarchique, lésant les droits politiques d’une partie du peuple (au sens du populus romanus, c’est-à-dire de l’ensemble des citoyens).
Après s’être donné des institutions et avoir prêté serment, la nouvelle entité politique réintègre la cité. Cette révolution permanente légalisée, selon l’expression de Theodor Mommsen parvient à équilibrer les institutions oligarchiques de Rome, au cours d’un siècle de luttes, entre la pression quotidienne de l’intercessio tribunicienne et la menace de la sécession, de la grève de la guerre et de la défense de la cité, lorsque la plèbe se retire sur l’Aventin.

### La loi desXIITables

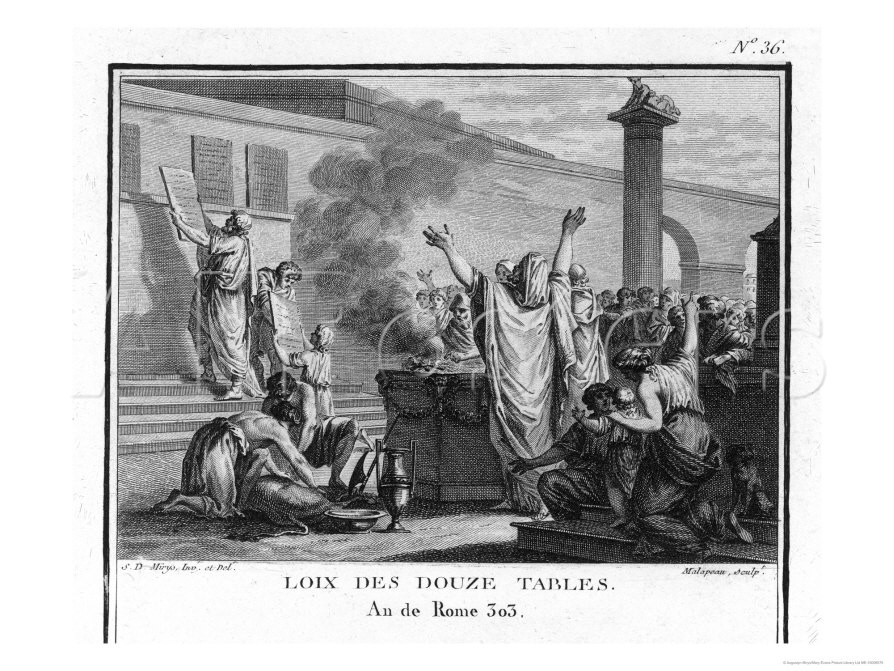
Affichage de la loi des XII tables (planche 36 des Figures de l'histoire de la république romaine accompagnées d'un précis historique de Claude-Nicolas Malapeau, vers 1799).

La plèbe est née de la lutte contre l’arbitraire de la constitution non écrite de 509 avant Jésus-Christ. Elle cherche notamment à limiter l’« imperium » consulaire. À partir de 462 avant Jésus-Christ, la plèbe réclame la mise par écrit d’une loi, connue de tous, fixant l’étendue de ces pouvoirs. Les revendications énergiques de C. Terentilus Arsa, tribun de la plèbe, combinées aux sécessions, ont raison de la résistance du patriciat, avec l’établissement du collège des décemvirs.
La tâche de codification va bien au-delà de la fixation par écrit des pouvoirs du consul. Elle établit une loi égale pour tous, dans tous les domaines de la vie ; elle permet à tous de bénéficier du ius matrimonii, qui règle mariages, successions et tutelles.
Enfin, elle établit en apparence une concorde entre plèbe et patriciat : d'une part, ce dernier garde le monopole sur le consulat et, d'autre part, obtient, l’interdiction du conubium, c'est-à-dire un intermariage entre plébéiens et patriciens. Plus implicitement, ce sont les alliances matrimoniales entre l'élite plébéienne, les gentiles de haut rang, voire certains patriciens, que cette mesure, des plus conservatrices, cherchait à paralyser. Si ces alliances venaient à voir le jour, l'intégrité même de l'organisation gentilice, autrement dit du patriciat, serait menacée. Nous comprenons donc bien les intérêts que suscitait le contrôle des mariages à cette époque.

### LesLeges Valeriæ Horatiæ
Les lois Valeriæ Horatiæ sont la suite logique et immédiate, en 449 av. J.-C., de la loi des XII Tables. Soumises au vote par les consuls Lucius Valerius et Marcus Horatius Barbatus, elles légalisent l’inviolabilité des tribuns de la plèbe.
Le coupable d’une atteinte aux tribuns de la plèbe ou aux édiles de la plèbe (atteinte physique ou atteinte à leur autorité) est désormais consacré à Jupiter, et le produit de la vente de ses biens confisqués va à Cérès, Liber et Libera. Un homme consacré à Jupiter n’est plus défendu par la cité des hommes, mais par Jupiter, auquel il appartient. Mais cette consécration ne le rend pas intouchable : on considère que si le dieu s’estime lésé de la mort ou des blessures de l’homme qui lui a été consacré, il punira le responsable de ses pouvoirs divins mieux que la justice des hommes. En pratique, cela équivalait à une autorisation de mise à mort, avec l’impunité pour les responsables. Enfin, en associant la triade capitoline à la triade plébéienne, les patriciens reconnaissent d’un point de vue religieux l’égalité plèbe-patriciat.
Désormais, les plébiscites, s’ils sont ratifiés a posteriori par un senatus-consulte, obtiennent valeur de loi liant l’ensemble du peuple romain (alors qu’auparavant, seule la plèbe s’engageait à respecter les plébiscites). Les senatus-consulte ratifiant un plébiscite sont désormais archivés par les édiles de la plèbe. La plèbe utilise ensuite de façon intensive ce poids supplémentaire donné à ses décisions pour réformer la cité.
Enfin, toutes les décisions de tous les magistrats, et notamment des consuls sont soumises à la provocatio ad populum, c’est-à-dire à un appel au peuple, réunis en comices centuriates. Les peines de mort et les fortes amendes sont concernées. Cette innovation apporte trois conséquences importantes :
- les consuls deviennent véritablement collégiaux, avec égalité de pouvoirs tout au long de l’année, ce qui est une première limite à leurs pouvoirs ;
- après avoir perdu, par la loi des XII Tables, la juridiction sur la peine capitale, les consuls perdent leur pouvoir de coercitio, soumis à l’intercession tribunicienne, ce qui pose légalement la puissance des tribuns face à celle, du coup réduite, des consuls ; et la provocatio ad populum n’est possible que si le tribun l’estime nécessaire.

L’imperium consulaire est ainsi sérieusement entamé, avec en parallèle la reconnaissance du contre-pouvoir des tribuns, qui est cependant limité :
- l’intercessio tribunicienne ne s’exerce que contre l’imperium domi : en dehors de la ville, elle n’existe plus, et la seule limite aux pouvoirs du consul est une éventuelle intercessio de son collègue ;
- jusqu’en 300 av. J.-C., les dictateurs ne sont soumis nulle part à intercessio tribunicienne.

L’essentiel est cependant acquis, avec la supériorité du tribun sur le consul, qui vient s’ajouter à la mise par écrit des lois, l’élection des consuls, etc.
La dernière conquête importante de la plèbe fut l’accès au consulat, par le compromis licinio-sextien, en 367 av. J.-C.

## Institutions

### La triade plébéienne
Dès sa constitution, la plèbe décide de construire un temple à un trio de dieux, symétrique de la triade capitoline. Ce fait est à lui seul révélateur de l’ampleur de la crise, et du désir de s’installer pour longtemps dans une opposition au patriciat romain.
Les trois divinités honorées sont Cérès, Liber et Libera. Le temple est construit hors du pomœrium, au pied de l’Aventin. Il fut dédié en 493 av. J.-C. par Spurius Cassius. Comme les temples du Capitole, ils abritent des divinités protectrices, le trésor de la plèbe et ses archives. Les édiles de la plèbe y étaient attachés.

### Les tribuns de la plèbe
Les représentants sont les tribuns de la plèbe. Cette institution est d’abord élue par la plèbe réunie dans un cadre analogue aux comices curiates, puis par une nouvelle assemblée, les concilia plebis. Ils étaient toujours choisis parmi la plèbe, pour éviter qu’un patricien ne s’oppose systématiquement par intercessio à l’action du reste de ses collègues. Pour plus de détails, voir l’article consacré aux tribuns de la plèbe.

### Lesconcilia plebis
La seconde institution propre à la plèbe apparaît un peu plus tard, en 494 avant J.-C. avec la création des concilia plebis (ou concile de la plèbe). À la différence des comices, qui sont des assemblées légales du peuple romain, convoqués par un magistrat, qui assemblent les citoyens, les concilia plebis sont des rassemblements, des réunions volontaires, hors du cadre juridique civique. Jusqu’alors, les tribuns de la plèbe étaient élus par les plébéiens, réunis dans un cadre analogue à celui des comices curiates (mais qui n’étaient pas les comices curiates, puisque les tribuns de la plèbe n’avaient pas le pouvoir de les convoquer).
Les comices centuriates élisent les magistrats et votent la loi tandis que les conseillers de la Plèbe élisent les tribuns de la plèbe et votent l’équivalent de la loi lorsqu'elle concerne les plébéiens, on appelle ces lois : PLEBISCITA (les plébiscites : décisions de la plèbe).
Cette organisation ne dure pas : peu à peu une nouvelle assemblée populaire encore appelée « comice » apparaît et les comices tributes vont être mis en place. Dans ces comices tributes les citoyens sont rangés en tribus. Ici, le terme « tribu » n'est pas employé dans le sens de peuples différenciés, il s’agit de découpages du territoire de Rome. Ainsi les citoyens romains sont classés selon leur quartier/leur lieu de résidence, et, grâce à cela, on peut trouver au sein d’une même tribu à la fois des plébéiens et des patriciens.
En 471 av. J.-C., on en compte 25 : 4 tribus urbaines correspondant aux quatre régions de Rome ; Palatina, Esquilina, Collina et Suburana (à l’intérieur de la ville de Rome, grosso modo dans les limites du pomœrium) et une dizaine de tribus rustiques (nombre qui augmentera jusqu’à 31 par après, Source : M. Le Glay, Y. Le Bohec et J.-L. Voisin dans Histoire Romaine, p. 34). Le décompte des voix individuelles se fait à l’intérieur des tribus et détermine l’opinion de chaque tribu. Chaque tribu dispose ensuite d’une voix.
Le choix s’est porté sur le cadre des tribus pour plusieurs raisons :
- depuis Servius Tullius, la citoyenneté romaine se détermine par l’appartenance à une tribu ;
- dans ce cadre-là, pas d’avantage donné aux riches ou aux seniors ;
- les pressions issues du cadre patriarcal de la gens et qui étaient facilitées par les comices curiates disparaissent.

Ainsi, tous les citoyens qui se reconnaissent dans la plèbe, qui reconnaissent l’autorité du tribun de la plèbe, et qui ont prêté serment, sont égaux entre eux.
Cette nouvelle institution, les comices tributes, va faire disparaître par la suite les Concilia Plebis. En effet, À partir de 287, la lex hortensia précise que dorénavant les comices tributes votent toutes les lois, les concilia plebis n'ont plus lieu d'être. De même, après cela plus aucune loi n’est votée par les comices centuriates (cependant l'institution résiste pour l'obligation militaire).

### Les édiles de la plèbe
Ils furent créés en même temps que les tribuns de la plèbe. Tout comme eux, ils sont inviolables.
Ils sont chargés d’entretenir le temple de la triade plébéienne et d’en assurer le culte. En cas de disette, ils sont chargés de la surveillance des marchés et des distributions de blé.

## Les membres de la plèbe
La plèbe est un mouvement d’opposition au patriciat et aux institutions oligarchiques de la cité qui le favorisent. Elle accueille tous ceux qui adhèrent à ses idéaux, et se rapproche ainsi d’un parti, ou d’un syndicat. Elle n’exclut personne : n’en font pas partie ceux qui ne veulent pas en faire partie comme des patriciens ou des clients.
Ainsi, certains patriciens font partie de la plèbe, puisqu’on est de la plèbe par choix (exemple : Spurius Cassius, consul en 502 av. J.-C., 493 av. J.-C., 486 av. J.-C.). Marcus Claudius Pulcher, d’une famille patricienne, se fit adopter par un plébéien et changea son nom - nomen - en Clodius - pour marquer sa préférence plébéienne. On distingue au sein de la plèbe différentes couches sociales.

### LesHomines quasi-boni
La partie la plus riche des plébéiens, vivant comme certains patriciens, parce qu’ils étaient juste en dessous du cens requis ou qu’ils effectuaient des professions incompatibles avec la dignitas nobiliaire.[pas clair]Certains de leurs ascendants ou descendants, possédant le cens, poursuivront le cursus honorum.
- les negotiatores sont des marchands en gros.
- les argentarii sont des financiers. Cette profession nécessite des fonds très supérieurs au cens minimum mais est incompatible avec un homme de bien[3]. Certains l’étaient par choix.

Tous ces hommes agissent en groupe social cohérent, ils harmonisent leurs intérêts dans le cadre de conventus. Ils sont proches de l’ordre équestre qui occupe les postes de la magistrature romaine, partagent les coutumes sociales (clientélisme, évergétisme) et les intérêts culturels de ceux-ci.

### Laplebs media
Elle est formée par une large couche d’artisans (artes) dont on a pu dénombrer, sur les pierres tombales, plus de 160 spécialisations contre une centaine en France du Moyen Âge.
Les boutiquiers (tabernarii) constituent la part la plus active de la plèbe. Ils sont citoyens, affranchis ou pérégrins. Ils peuvent posséder des esclaves pour les aider dans leurs travaux, être propriétaire de leur échoppe ou la louer. Ils sont très rapidement soumis aux aléas politiques et crises monétaires. Ils font partie de la population pouvant créer les troubles qui secouent régulièrement Rome. D’autant qu’ils forment des collegia sous la direction d’un magister pour défendre leurs intérêts ponctuels (taxe, amélioration du ravitaillement surtout en période de disette, baisse des taux d’intérêt). Ces regroupements n’ont jamais débouché sur des revendications politiques ; cependant, leur rôle politique n’est pas tout à fait neutre dans les votes et les collegia n’hésitent pas à faire campagne. Les collegia ont pourtant été interdits à plusieurs reprises. Les collegia avaient aussi un rôle social (pour les rites funéraires par exemple) et reproduisaient dans leurs institutions la hiérarchie générique de la société. Leur siège s’appelle les scholae. On trouve par exemple :
- Sacré collège des tuiliers
- Très auguste atelier des cadreurs
- Sacré consistoire des tisserands

### Lesproletarii
On distingue les orifices, ceux qui travaillent et les agences, ceux qui n’ont rien. Ils sont les petits artisans, les journaliers, voire des employés non payés. Ils doivent cependant connaître un métier car les esclaves sont, le plus souvent, utilisés pour des tâches ne nécessitant pas de connaissances. La puissance publique veille à leur assurer du travail dans les grands chantiers urbains, quelquefois au détriment de la mécanisation. Lorsqu’ils n’ont pas de travail, ils échappent à l’indigence par le biais des distributions publiques et des largesses privées (fermentaciones et sportule). On estime leur nombre à 320 000 à la fin de la République. Les données archéologiques et témoignages sont très rares, on les connaît donc mal.

### Laturbaouplebs humilis
C’est la plèbe des bas-fonds et elle est mieux connue que les proletarii car elle a beaucoup plus intrigué et inquiété les hautes classes. Certains indigents sont prêts à n’importe quelle basse action pour quelques pièces ; civiquement incontrôlables, ils peuvent devenir dangereux en cas de trouble. Ils vivent pour l’essentiel des distributions publiques. Cette partie de la plèbe est invitée par les officiels romains à quitter Rome pour les colonies, mais sans succès.

### Le monde rural
Le monde rural représente 90 % de la population totale. Selon certains auteurs, il était peuplé pour plus de la moitié, d’esclaves. La plupart des travailleurs agricoles libres ne possèdent pas la terre qu’ils exploitent ou seulement sur quelques jugères, non suffisants pour vivre. Dans de nombreux endroits, les conditions s’apparentent aux travaux forcés, à une vie errante, un endettement chronique, incompatible avec la vie de famille. Aussi, le brigandage était important, les campagnes n’étaient pas sûres et de nombreux témoignages montrent que l’on pouvait y laisser la vie ou la liberté. Les chefs de village, se comportant comme chefs des clans ancestraux, faisaient appliquer leurs lois par la vendetta. La situation n’a que peu évolué sur toute la période romaine.